# 锦和街道
锦和街道是中华人民共和国河南省安陽市滑县下辖的一个街道办事处。即滑县产业集聚区的辖区，是省级产业集聚区，位于县城道口镇东南部。

## 简介
辖两个乡镇的37个行政村。规划面积24.2平方公里，建成区面积14平方公里。。其主导产业为农副产品深加工、电子新能源。新型农村社区建设整合33个行政村，总投资33.04亿元，建设“锦和新城”，可容纳5.4万人。

## 行政区划
锦和街道下辖以下村级行政区划单位：
靳庄村、九街村、韩庄村、前五里屯村、孙王庄村、暴庄村、胡庄村、大景庄村、三里庄村、五里铺村、朱堤村、苏谢庄村、前景庄村、后五里屯村、南关村、睢庄村、中五里屯村、前油坊村、后油舫村、郭李庄村、八里庄村、双楼村、薛店村、寺庄村、沙河头村、董西南村、小滹沱村、军旅庄村、安庄村、宣武村、什牌村、董西北村、董东村、北董固村、寺东村、大滹沱村和后任庄村。